# ایماگاوا اوجیزانه
ایماگاوا اوجیزانه (به ژاپنی: 今川 氏真) (۱۵۳۸ – ۲۷ ژانویه، ۱۶۱۵) یکی از دایمیو‌های ژاپنی در دوره سنگوکو و اوایل دوره ادو بود. او پسر ایماگاوا یوشیموتو و دوازدهمین رهبر خاندان ایماگاوا بود. مادر بزرگ قدرتمند او جوکی-نی نام داشت.

## زندگی‌نامه
اوجیزانه در قلمرو سونپو متولد شد. او پسر بزرگ ایماگاوا یوشیموتو بود. در سال ۱۵۵۴، او با دختر هوجو اوجی‌یاسو (هایاکاوا دونو) به عنوان بخشی از اتحاد سه‌گانه کای-ساگامی-سوروگا ازدواج کرد. اوجیزانه ریاست خانواده را در سال ۱۵۵۸ به ارث برد، زمانی که پدرش بازنشسته شد تا توجه خود را بر پیشرفت ایماگاوا در ولایت توتومی و ولایت میکاوا متمرکز کند. نام کودکی او Tatsuomaru  (龍王丸) بود.
در سال ۱۵۶۰، یوشیموتو در نبرد اوکه‌هازاما کشته شد، استان توتومی و میکاوا دچار هرج و مرج شدند. اوجیزانه جانشین پدرش شد، اما به دلیل وضعیت آشفته خاندان ایماگاوا، بسیاری از دست نشاندگان به اوجیزانه خیانت کردند. مادربزرگ او، جوکی-نی، که قدرت سیاسی زیادی داشت، در سال ۱۵۶۸ درگذشت. پس از این امر، تاکدا شینگن و توکوگاوا ایه‌یاسو به سرزمین‌های ایماگاوا حمله کردند.
اوجیزانه بعداً با تحریم نمک علیه خاندان تاکدا محصور در خشکی تلافی کرد. این اخرین تأثیر چندانی نداشت زیرا اوئه‌سوگی کنشین از فرصت استفاده کرد و نمک به تاکدا فروخت و تنها منجر به سقوط خاندان ایماگاوا شد.
در سال ۱۵۶۸، شینگن تهاجم خود را به ولایت سوروگا آغاز کرد، ارتش ایماگاوا با شکست مواجه شد و قلعه سونپو به سرعت اشغال شد. بعداً اوجیزانه به قلعه کاکه‌گاوا در ولایت توتومی گریخت.
پس از شکست در سال ۱۵۶۹ محاصره کاکه‌گاوا، ایماگاوا اوجی‌زانه در ازای کمک برای بازپس‌گیری قلمرو خود در ولایت سوروگا با ایه‌یاسو متحد شد.
در «شینچو کوکی» (حساب نوبوناگا) ثبت شده است که او در سال ۱۵۷۵ کنفرانسی با اودا نوبوناگا و توکوگاوا ایه‌یاسو در معبد سوکوکو-جی داشت. همچنین در نبرد ناگاشینو دوباره برای مقابله با ارتش خاندان تاکدا به نیروهای اودا پیوست.
خانواده ایماگاوا توسط توکوگاوا ایه‌یاسو احضار شد و توکوگاوا او را کوکه (دوره ادو) (اشراف) کرد.
اوجیزانه از نواختن کماری و شعر لذت می‌برد. او در سال ۱۶۱۵ در املاک خانوادگی در شیناگاوا-کو، توکیو درگذشت.

## خانواده
- پدر: ایماگاوا یوشیموتو (۱۵۱۹–۱۵۶۰)
- مادر: جوکی این (۱۵۱۹–۱۵۵۰)
- همسر: هایاکاوا دونو
- همسر غیراصلی: دختر ایهارا تادایاسو
- فرزندان:
  - دختر توسط هایاکاوا دونو بعدها با کیرا یوشی‌سادا ازدواج کرد.
  - ایماگاوا نوریموچی (۱۵۷۰–۱۶۰۸) مادر هایاکاوا دونو
  - شیناگاوا تاکاهیسا مادر هایاکاوا دونو
  - نیشیئو یاسونوبو مادر هایاکاوا دونو
  - پسر (澄存) مادر هایاکاوا دونو